# Super Charlie
Super Charlie er en svensk tegnefilm fra 2024, der er instrueret af Jon Holmberg. Filmen er baseret på Camilla Läckbergs børnebøger om Super-Charlie.

## Handling
Wille på 10 år har altid drømt om at blive superhelt og bekæmpe forbrydere sammen med sin far, som er politimand. Men da hans lillebror Charlie bliver født, bliver han frustreret over, at Charlie får al opmærksomheden. Og så opdager Wille endda, at Charlie har superkræfter! 
Da en superskurk og en gal videnskabsmand lægger onde planer, må Wille og Charlie imidlertid sætte deres forskelligheder til side og lære at samarbede for at stoppe forbryderne.

## Danske stemmer
- Thure Lindhardt
- Thomas Bo Larsen
- Anders W. Berthelsen
- Paprika Steen
- Silas Santin

## Modtagelse
Filmmagasinet Ekko gav filmen to stjerner ud af seks og kaldte den uinspireret. I dagbladet Information var Christian Monggaard mere positiv og skrev, at filmen var både frisk og veldrejet.